# Javier Valenzuela
Javier Valenzuela (Granada, 1954) es un periodista y novelista español. Licenciado en Ciencias Económicas por la Universidad de Valencia y padre de dos hijas, trabajó treinta años en El País, donde fue director adjunto y corresponsal en Beirut, Rabat, París y Washington. En 2013 fundó la revista tintaLibre, mensual en papel de infoLibre, y en 2023 se incorporó como columnista a elDiario.es. Ha publicado quince libros, diez periodísticos y cinco novelas negras, los últimos Demasiado tarde para comprender (Huso, 2023), La muerte tendrá que esperar (Huso, 2022), El bien más preciado (Makma, 2021) y Pólvora, tabaco y cuero (Huso, 2019). Fue condecorado en 2006 con la medalla del Mérito Civil por su labor en la comunicación internacional de España. En 2018 le fue concedido el Premio de Periodismo de Cartelera Turia por el conjunto de su trayectoria profesional. Y en 2019 el Premio Café Español por su relato corto Hitler en Tánger

## Trayectoria
Hijo del periodista malagueño Francisco Valenzuela Moreno y sobrino y ahijado del también periodista malagueño José María Bugella, Javier Valenzuela es autor de miles de artículos y reportajes publicados en diarios y revistas.  Comenzó en la segunda mitad de los años setenta del siglo XX en la revista Ajoblanco, editada en Barcelona, cuyo director, Pepe Ribas, le calificaba de "libertario pragmático".  A finales de esa década formó parte, como jefe de reporteros, del equipo fundacional de Diario de Valencia. En ese periódico vivió el intento de golpe de Estado del general Jaime Miláns del Bosch del 23-F de 1981. 
En 1982 entró a trabajar en la redacción de El País en Madrid y durante tres años fue cronista de sucesos y publicó entrevistas y reportajes sobre la Movida, destacando como el primer investigador del caso El Nani, A comienzos de 1986 se instaló en Beirut como corresponsal de guerra, iniciando así un largo período de estancia en distintos países extranjeros. Fue corresponsal permanente de El País en Líbano entre 1986 y 1988, en Marruecos de 1988 a 1990, en Francia entre 1990 y 1993 y en Estados Unidos desde 1996 hasta 2001. Entre 1993 y 1995 fue director adjunto de El País en Madrid.
Entre 2004 y 2006, fue director general de Información Internacional de la Presidencia del Gobierno de España. Acompañó a José Luis Rodríguez Zapatero en más de sesenta viajes al extranjero y en cuarenta encuentros en España con líderes internacionales. Recibió en 2006 la Encomienda de Número de la Orden del Mérito Civil por, entre otros servicios, su participación en la organización de la XV Cumbre Iberoamericana, celebrada en Salamanca en octubre de 2005. 
Ha sido tertuliano en Los Desayunos de Televisión Española y en Hoy, con Iñaki Gabilondo, en CNN +. 
En noviembre de 2012 dejó El País y, acto seguido, fue uno de los fundadores del diario digital infoLibre y director de su revista mensual impresa tintaLibre. En 2023 se incorporó como columnista a elDiario.es y también colabora con otros medios digitales como CTXT.  Entre otros galardones, en 2007 recibió el Premio Intercultura a la Convivencia (Melilla), en 2018 el Premio Especial de Periodismo de Cartelera Turia (Valencia) y en 2019 el Premio Café Español de relato corto.

## Obra

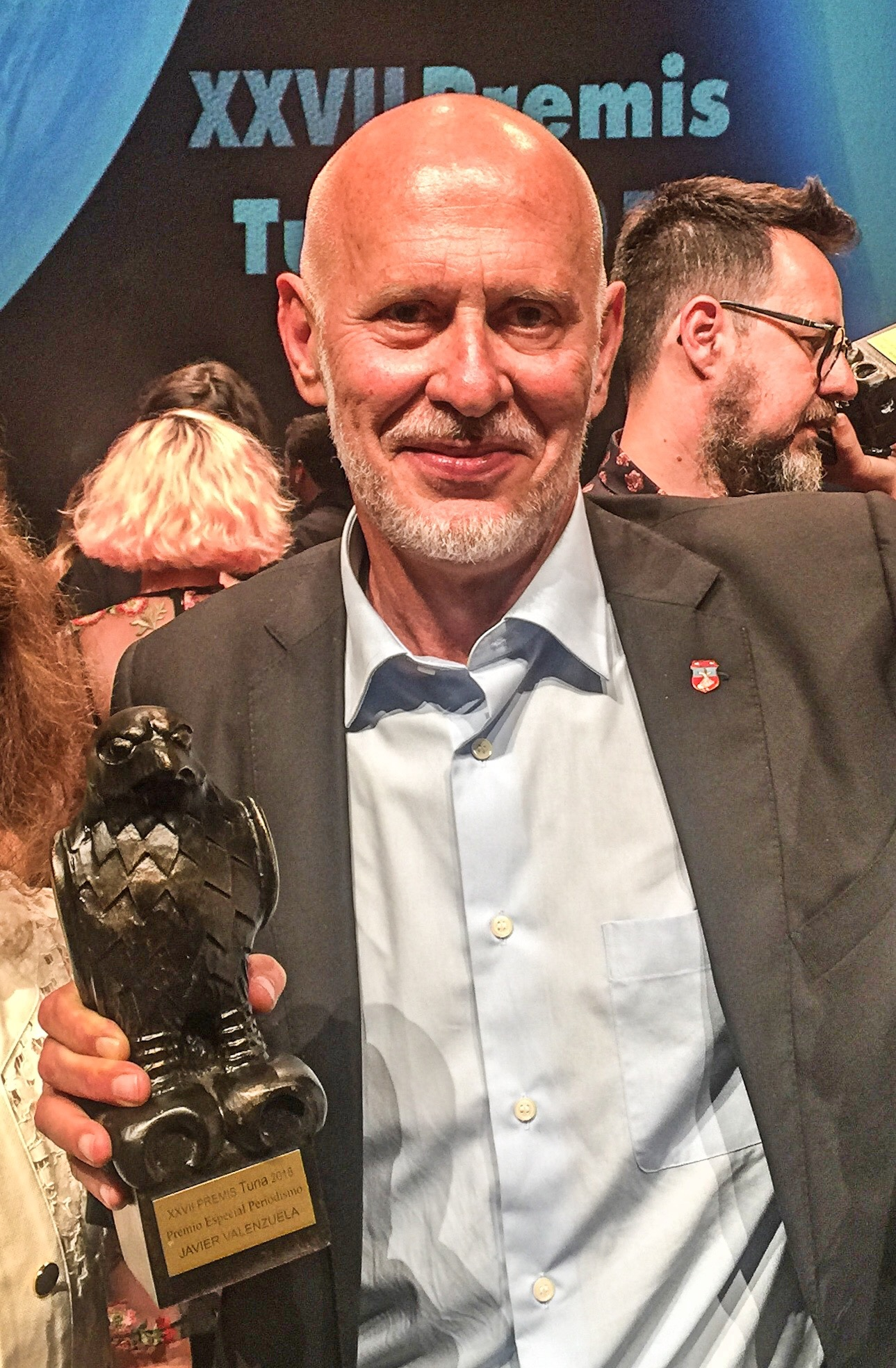
Al recibir el Premio de Periodismo Turia en Valencia, el 7 de julio de 2018

Es autor de quince libros, diez periodísticos y cinco novelas. En El Partido de Dios (El País-Aguilar, 1989) relató sus experiencias como corresponsal de guerra en Líbano, Irak, Irán y los territorios Palestinos. Describió el Marruecos contemporáneo en La Última Frontera (Temas de Hoy, 1996), escrito en colaboración con el periodista Alberto Masegosa. Y en España en el punto de mira (Temas de Hoy, 2002) analizó las repercusiones de los atentados terroristas del 11-S de 2001 en España y en sus relaciones con el mundo árabe y los inmigrantes musulmanes.
Su cuarto libro, Viajando con Zapatero (Debate, 2007), relata los dos años en los que trabajó en el área de política internacional con el presidente del Gobierno español. En enero de 2011 publicó De Tánger al Nilo (La Catarata, 2011), una crónica del norte de África. Su sexto libro, Usted puede ser tertuliano (Península, 2011), es una historia desenfadada de la España democrática vista a través de su televisión. En Crónica del nuevo Oriente Próximo (La Catarata, 2012) analiza la Primavera Árabe. Crónicas quinquis (Libros del K.O., 2013) es una recopilación de sus reportajes policiales en el Madrid de los años 1980. 
Tangerina (Martínez Roca, 2015), su novena obra publicada y su primera novela, es un noir ambientado en la capital del Estrecho que fue nominado para el Premio VLC Negra en 2015. Esta novela conoció una nueva edición en 2024 de la mano de Huso Editorial, y ese mismo año Almutawassit Books publicó su traducción al árabe, obra del hispanista marroquí Larbi Ghajjou.
La Ínsula Barataria (Ediciones Prensa Libre, 2017) es una recopilación de artículos sobre política española. Su undécimo libro y segunda novela, Limones negros (Anantes, 2017), es otro noir que transcurre en Tánger.
En febrero de 2019 llegó a las librerías su tercera novela, Pólvora, tabaco y cuero (Huso, 2019), un noir, situado este en los ambientes anarquistas y feministas del Madrid cercado por las tropas de Franco en la Navidad de 1936. Dos años después, publicó su decimotercera obra, El bien más preciado (Makma, 2021), una recopilación de ensayos periodísticos de temática libertaria inspirados en el pensamiento de, entre otros, Emma Goldman y Albert Camus.
Su relato corto Hitler en Tánger fue galardonado con el Premio Café Español 2019 en julio de ese año.
La muerte tendrá que esperar, su cuarta novela negra y tercera y última entrega de una trilogía que denomina Tánger Noir, fue publicada por la editorial Huso en marzo de 2022.
En 2023 llegó su quinta novela, Demasiado tarde para comprender (Huso), un noir que se desarrolla en la Movida madrileña de los años 1980 y culmina la duología Madrid Noir iniciada con Pólvora, tabaco y cuero.
Javier Valenzuela ha participado en los libros colectivos Tánger Noir (SureS, 2023), Derribar los muros (Roca Editorial, 2019), Los Conjurados de Tánger (SureS y Librairie des Colonnes, 2019) y 27 de septiembre. Un día en la vida de los hombres (Ediciones Carena, 2011). Ha prologado asimismo diversas obras de otros autores, como Lorca: basado en hechos reales (Carpenoctem, 2021). 